# Louis-Pierre Anquetil
Louis-Pierre Anquetil (Paris, 21 de fevereiro de 1723 – Paris, 6 de setembro de 1808) foi um historiador francês.
Seu irmão mais novo, Abraham Hyacinthe Anquetil-Duperron foi um famoso orientalista.

## Biografia
Ele nasceu em Paris em 21 de fevereiro de 1723. Em 1741, ingressou na comunidade religiosa dos Génofévains, onde assumiu as ordens sagradas e se tornou professor de teologia e literatura. Mais tarde, ele se tornou reitor do seminário de Reims, onde publicou o livro "História Civil e Política de Reims" em 3 volumes (francês: Histoire civile et politique de Reims), em 1756 e 1757. Em 1759, ele foi nomeado prior da abadia de la Roe em Anjou; logo depois disso, ele se tornou diretor do colégio de Senlis. Enquanto estava lá, ele compôs uma história da França nos séculos XVI e XVII (Esprit de la Ligue, ou histoire politique des troubles de France pendant les XVI e et XVII e siècles) publicada em 1767. No ano anterior, ele havia obtido a cura ou priorado de Chateau-Renard perto de Montargis. Ele também se tornou membro da Académie des Inscriptions et Belles-Lettres. 
No início da Revolução Francesa, mudou-se para a cúria de La Villette, perto de Paris, mas, durante o reinado do Terror, foi preso em St-Lazare. Enquanto estava lá, ele começou seu resumo da história mundial (Précis de l'histoire universelle), posteriormente publicado em nove volumes. Com o estabelecimento do Instituto Nacional, ele foi eleito membro de 2ª classe da Academia de Ciência Moral e Política. Ele também foi funcionário do Ministério das Relações Exteriores da França.
Diz-se que Napoleão pediu a ele que escrevesse sua "História da França" em 14 volumes (Histoire de France, 1805). Augustin Thierry criticou o trabalho como "frio e incolor" e mencionou que Anquetil se comparou desfavoravelmente a outros notáveis historiadores franceses. O trabalho foi compilado em segunda ou terceira mão e censurável em muitos aspectos mas passou por várias edições e tornou Anquetil famoso. Foi continuado por Adolphe Bouillet em mais 6 volumes. Ele morreu em 6 de setembro de 1808.

## Livros
- Histoire civile et politique de la ville de Reims (3 volumes, 1756).
- L'Esprit de la Ligue, ou histoire politique des troubles de France, pendant les (3 volumes, 1767).
- Vie du maréchal duc de Villars, écrite par lui-même, et donnée au public par M. Anquetil (4 volumes, 1784).
- L'Intrigue du Cabinet, sous Henri IV et Louis XIII, terminée par la Fronde (4 volumes, 1780).
- Louis XIV, sa cour et le Régent (4 volumes, 1789).
- Motifs des guerres et des traités de paix de la France pendant les règnes de Louis XIV, Louis XV et Louis XVI, depuis la paix de Westphalie, en 1648, jusqu'à celle de Versailles, en 1783 (1797). online:
- Précis de l'histoire universelle, ou Tableau historique présentant les vicissitudes des nations (9 volumes, 1799). Texto online (primeiros 3 volumes) : ,  e
- Notice sur la vie de M. Anquetil du Perron (1804).
- Histoire de France depuis les Gaulois jusqu'à la fin de la monarchie (14 volumes, 1805). Texto online (12 volumes) : , , , , , , , , , , ,  e